# Цегнар, Франьо
Фра́ньо Цегнар (словен. Franjo Cegnar; 8 декабря 1826, Sv. Duh, Шкофья-Лока — 14 февраля 1892, Триест) — словенский поэт, журналист.

## Биография
Родился в Шкофья-Лока. После получения среднего образования работал на почте, позже в Любляне, Пазине. Преподавал в Триесте. В 1860 году вышел его сборник стихотворений «Pesni» (Клагенфурт).

## Творчество
Писал патриотически и содействовал пробуждению национального самосознания словенцев. Перевёл на словенский язык пьесы Шиллера «Мария Стюарт», «Вильгельм Телль» и «Валленштейн». Дискутировал с Янезом Блейвейсом и П. Хицингером. Был редактором бюллетень  «Slavjanski rodoljub» и «Jadranski Slavljan».